# Laura Ballarín Cereza
Laura Ballarín Cereza   (Barcelona, 19 de juliol de 1984) és una política catalana, diputada al Parlament Europeu representant Espanya des del 2023, en substitució d'Adriana Maldonado López.

## Biografia
Llicenciada en ciències polítiques i de l'administració per la Universitat Pompeu Fabra, també va estudiar, entre d'altres, a la Universitat Autònoma de Barcelona, on va obtenir un màster en gestió política. Va treballar a la Universitat Pompeu Fabra, després va treballar a la Secretaria de Política Internacional i Cooperació del Partit Socialista Obrer Espanyol. Del 2012 al 2019, va ser assessora del Parlament Europeu. Posteriorment, va exercir com a directora de l'Oficina del President del grup de l'Aliança Progressista de Socialistes i Demòcrates al Parlament Europeu. També esdevingué secretària d'Afers Polítics Europeus i Internacionals dins l'estructura del Partit dels Socialistes de Catalunya.
El 6 de setembre de 2023 va esdevenir diputada europea de la 9a legislatura, en substitució d'Adriana Maldonado López.